# Leopold (Anhalt-Köthen)

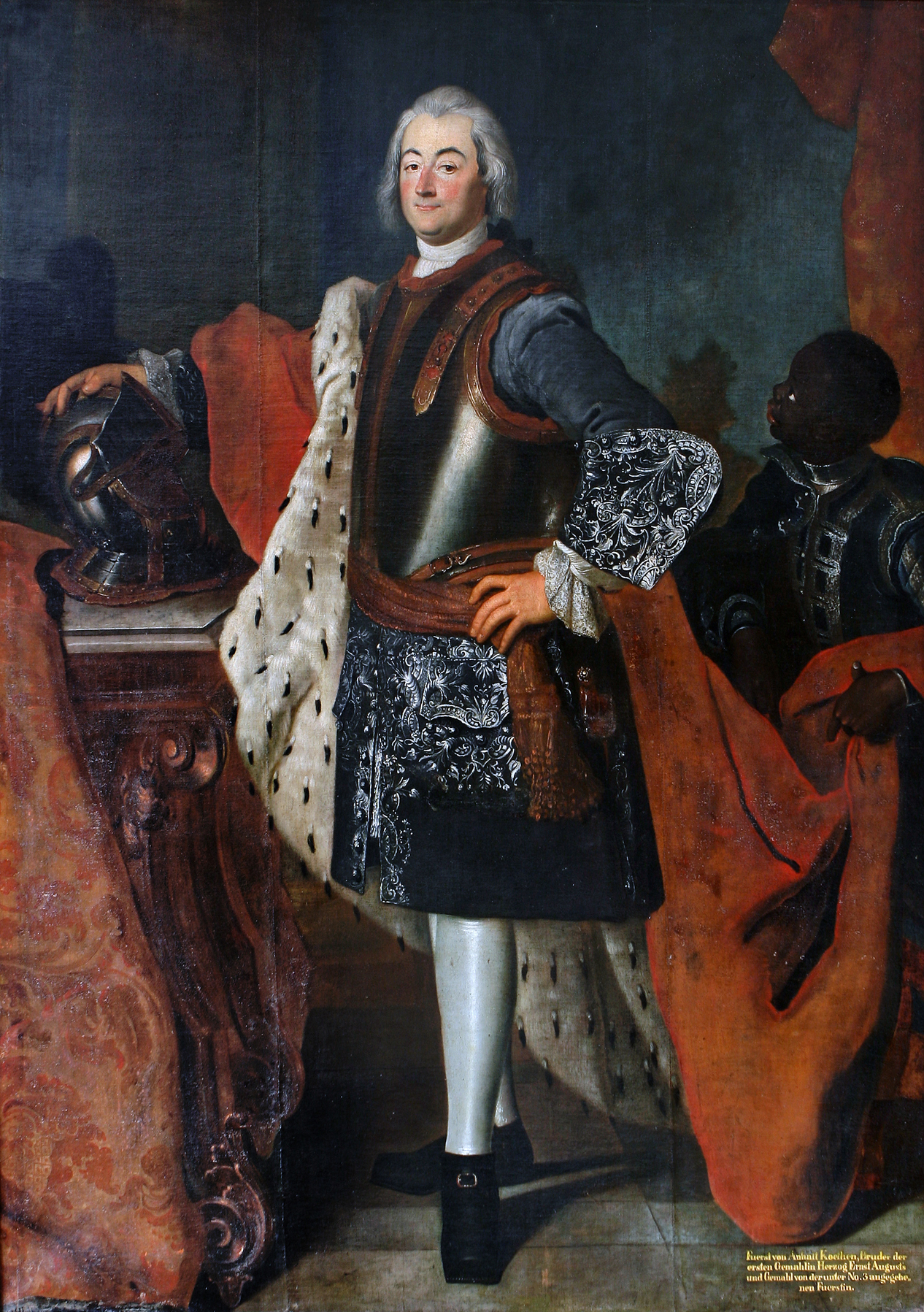
Leopold, Fürst von Anhalt-Köthen im Harnisch. Den Hermelinmantel hält sein Kammermohr

Leopold von Anhalt-Köthen (* 29. November 1694 in Köthen; † 19. November 1728 ebenda) war regierender Fürst von Anhalt-Köthen aus dem Hause der Askanier. Er ist als Förderer und lebenslanger Freund Johann Sebastian Bachs in die Geschichte eingegangen.

## Leben

### Familie
Leopold war der zweite Sohn von Fürst Emanuel Lebrecht von Anhalt-Köthen und dessen ursprünglich morganatischer Gattin Gisela Agnes von Rath. 1698 erfolgte die offizielle Anerkennung aller männlichen Nachkommen durch die anhaltischen Fürsten und 1699 die kaiserliche Bestätigung. Von seinen fünf Geschwistern überlebten ihn nur sein Bruder und Nachfolger August Ludwig und seine Schwester Prinzessin Christiane Charlotte.

### Frühe Jahre

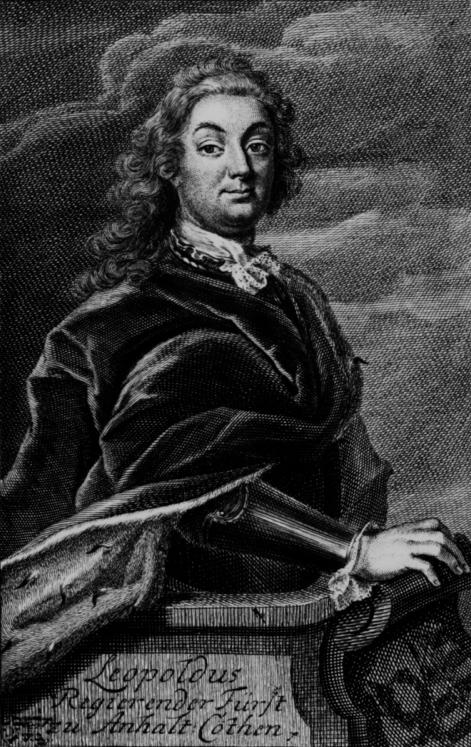
Leopold, Fürst von Anhalt-Köthen

Leopolds Vater verstarb bereits 1704, wodurch seine Mutter als Regentin maßgeblichen Einfluss auf die Erziehung des erst zehnjährigen Knaben erlangte. Das väterliche Testament setzte zwar die streng lutherische Fürstin als Vormund, König Friedrich I. von Preußen jedoch als Obervormund ein. Die Obervormundschaft bevorzugte eine reformierte Erziehung Leopolds, der bisher von seiner Mutter lutherisch erzogen worden war, und bestimmte deshalb, dass der künftige Fürst die von Friedrich I. gegründete neue Ritterakademie Berlin besuchte, die zeitgleich zur Ritterakademie in Dom Brandenburg entstand, und so ging Leopold 1708 bis 1710 dorthin. Im November 1708 fand am Berliner Hof die große Festoper „Alexanders und Roxanen Heyrath“ von Augustin Reinhard Stricker statt, in der Leopold als Tänzer mitwirkte.

### Kavalierstour
Am 9. Oktober 1710 begann Leopold seine Kavalierstour. Hier begleitete ihn der lutherische Christoph Jobst Zanthier, „da kein geeigneter reformierter Begleiter gefunden werden konnte“. Dass die Anstrengungen seiner Mutter gering gewesen sein dürften, einen solchen zu finden, ist offensichtlich. Seine Reise führte ihn im Winter 1710/11 nach Den Haag, wo er in nur vier Monaten insgesamt zwölf Mal die Oper besuchte und damit seine Vorliebe für die Musik offenbarte.  Vor allem die Werke von Jean-Baptiste Lully beeindruckten ihn, und er erwarb eine „rare Opera des Herrn Lully die Musik gedruckt“. Leopold selbst spielte Cembalo und Violine.
Nach Leopolds Rückkehr 1711 wollte Friedrich I. ihn zu einer „commandirenden Generalität committiren“, doch zeigte Leopolds Mutter ihren Unwillen und so zog der König seinen Vorschlag wieder zurück. Stattdessen reiste Leopold nach England und besuchte die Oper in London und die Universität Oxford, wo ihn vor allem die Bibliothek interessierte.
Anschließend reiste er über Holland, Frankfurt am Main und Augsburg nach Italien. In Venedig gab er allein für Opernbesuche 130 Taler aus. In Rom wurde eigens für einen Monat ein Violinmeister, vermutlich Johann David Heinichen, engagiert. Dieser begleitete die Köthener Reisegesellschaft vermutlich auch während ihrer weiteren Zeit in Italien. Auf einen Besuch in Florenz folgte Turin und neun Tage später Wien. Dort erwarb er das „Buch mit 12 Cantaten“ von Francesco Mancini. Am 17. April 1713 kehrte Leopold nach Köthen zurück. Seine Ausgaben beliefen sich auf insgesamt 55.749 Taler. Die aufgrund der hohen Kosten entstandene Debatte beendete Leopold mit dem Entschluss, die Köthener Hofmusik zu gründen und die Hälfte der Kosten selbst zu tragen. Dank der 1713 erfolgten Auflösung der Berliner Hofkapelle standen ihm ausgezeichnete Musiker zur Verfügung. Als erster Dirigent der neuen Hofkapelle wurde 1714 der Opernkomponist Augustin Reinhard Stricker nach Köthen verpflichtet, den Leopold schon aus seiner Berliner Zeit kannte.

### Regierungszeit
Am 30. November 1715 hatte Leopold sein „vogtbares“ Jahr erreicht und am 14. Mai 1716 nahm er im Schloss und Rathaus die Erb- und Landeshuldigungen entgegen. Seine Mutter, die von 1704 bis 1715 als Regentin geherrscht hatte, zog sich auf ihren Witwensitz Schloss Nienburg in Nienburg (Saale) zurück. Die ersten Probleme warteten aber bereits auf den jungen Fürsten. Wegen der seit 1702 in Anhalt-Köthen eingeführten Primogenitur musste er seinen jüngeren Bruder August Ludwig abfinden. Dieser erhielt das als Exklave jenseits von Güsten gelegene, 1547 von Georg III. erbaute Schloss Warmsdorf und das Land Warmsdorf mit allen Einkünften (im Jahr 1715/1716 waren es 9.893, zuvor 13.094 Taler) sowie weitere Zugeständnisse.
Nicht lange nach seiner Thronbesteigung bot der 22-jährige Leopold Johann Sebastian Bach den Posten als Kapellmeister seiner Hofkapelle an. Man darf davon ausgehen, dass Leopold den Komponisten schon seit der Hochzeit seiner Schwester am 24. Januar 1716 kannte, als Bach im Gefolge des Weimarer Herzogs Ernst August I. in Nienburg erschien. Der bisherige Hofkapellmeister Stricker verließ Köthen Anfang 1717 und bereits am 5. August 1717 unterzeichnete Bach den Vertrag mit Köthen. Da er jedoch versäumt hatte, in Weimar um Entlassung zu bitten, wurde er dort für kurze Zeit arrestiert und konnte daher erst Anfang 1718 seine Köthener Stelle als Strickers Nachfolger antreten.
Dank des musikinteressierten jungen Fürsten, der zeitweise selbst als Violinist im Orchester mitwirkte, wurden die Köthener Jahre zu einer äußerst produktiven Zeit für Johann Sebastian Bach. Hier entstanden neben der seinem Gönner gewidmeten weltlichen Kantate Durchlauchtster Leopold (BWV 173a) zahlreiche Instrumentalwerke, Konzerte, mehrere der Brandenburgischen Konzerte, Teil I des Wohltemperierten Claviers sowie mehrere Orchestersuiten. Fürst Leopold stand Pate bei der Geburt von Bachs früh verstorbenem Sohn Leopold August und blieb dem Komponisten auch nach seinem Weggang 1723 freundschaftlich verbunden.
In der Folgezeit gab es zwischen Leopold und seinem Bruder August Ludwig im fernen Warmsdorf, wie auch mit seiner Mutter in Nienburg, wiederholt Streitigkeiten. So schickte Leopold 1718 (oder 1719) bewaffnete Männer nach beiden Orten, um dort sein Wappen anbringen zu lassen. Seine Mutter ließ jedoch das Wappen ihres Sohnes sofort wieder entfernen. Die so erlittene Demütigung beantwortete Leopold 1721 mit weiteren Truppen, die nach Nienburg marschierten, das Wappen Köthens wieder anbrachten und den dortigen Amtsadvokaten Johann Jacob Langemach festnahmen. Auch nach der jenseits von Anhalt-Bernburg gelegenen, doch zu Köthen gehörigen Exklave Warmsdorf wurde Militär entsandt, um fünf Richter zu arrestieren, die im dortigen Gebiet im Auftrag seines Bruders amtiert hatten. Im August 1722 einigten sich die Brüder, doch war die Mutter nicht Teil des Vergleichs.
Am 17. November 1728 spielte Fürst Leopold zum letzten Mal Violine und starb zwei Tage darauf im Alter von 33 Jahren. Mangels eines männlichen Nachkommen, sein einziger Sohn Erbprinz Emanuel Ludwig starb kurz vor ihm, wurde Leopolds Bruder August Ludwig sein Nachfolger.
Einen Tag nach der Beisetzung Leopolds am 23. März 1729 in der Fürstengruft der St.-Jakobs-Kirche führte Bach seine Trauerkantate Klagt, Kinder, klagt es aller Welt, die sogenannte Köthener Trauermusik (BWV 244a) im Rahmen eines Gedächtnisgottesdienstes für den verstorbenen Landesherren in der Jakobskirche auf. Für dieses Gelegenheitswerk griff Bach vermutlich auf neun Sätze der Matthäuspassion zurück. Lediglich der Text ist im Original überliefert, doch eine Rekonstruktion der Musik wurde 2010 am gleichen Ort uraufgeführt.

## Leistungen
Für das Fürstentum Anhalt-Köthen war die 1714 erfolgte Neugründung der Hofmusik, zuerst unter Augustin Reinhard Stricker und nach ihm unter Bach, eine bedeutende kulturelle Bereicherung. Den überwiegenden Teil von Bachs weltlicher Musik verdanken wir seiner Köthener Schaffenszeit.
Weiterhin wurde 1718, zusammen mit August Ludwig, die Schlossbibliothek als Bibliotheque publique neu gegründet, die aber mit 190 Bänden zunächst nur einen bescheidenen Umfang hatte.
Unter Leopold von Anhalt-Köthen begann 1724 die Überformung des Köthener Schlossgartens im barocken Stil. Der Aufbau eines bedeutenden Orangeriebestandes und die Errichtung eines prunkvollen Orangeriegebäudes fallen in diese Zeit.
Leopold ließ die Burgstraße erneuern und die Wallstraße in Köthen von Grund auf neu anlegen, wo er seinem Kapellmeister J. S. Bach ein neues Haus zur Verfügung stellte.
1723 wurde mit Unterstützung des Fürsten ein Waisenhaus in Köthen eröffnet.
Die Köthener Leopoldstraße ist nach ihm benannt.

## Gartenkunst
Seit 1714 bemühte sich Leopold von Anhalt-Köthen um den Aufbau eines qualitativ hochwertigen Orangeriebestandes für den Köthener Residenzgarten – den heutigen Schlossgarten, der von Ludwig von Anhalt-Köthen um 1606 begründet worden war. Ab 1720 entstand hier ein neues Gartenquartier, in dem Zitrus und andere Kübelpflanzen aufgestellt wurden. Bis ca. 1728 errichtete man auch die prächtige Orangerie, die der Architekt Johann Michael Hoppenhaupt der Ältere entworfen hatte.

## Ehen und Nachkommen
Im Dezember 1721 heiratete Fürst Leopold in erster Ehe Prinzessin Friederike Henriette von Anhalt-Bernburg (1702–1723). Die beiden hatten eine gemeinsame Tochter:
- Prinzessin Gisela Agnes von Anhalt-Köthen (1722–1751) ⚭ Fürst Leopold II. von Anhalt-Dessau

Die Namenswahl wurde als Versöhnungsgeste gegenüber seiner Mutter interpretiert.
Nach dem Ableben seiner ersten Gattin vermählte Leopold sich 1725 mit Prinzessin Charlotte Friederike von Nassau-Siegen (1702–1785), Tochter des Fürsten Friedrich Wilhelm I. von Nassau-Siegen. Mit ihr hatte er zwei Kinder, die beide früh verstarben:
- Erbprinz Emanuel Ludwig von Anhalt-Köthen (1726–1728)
- Prinzessin Leopoldina Charlotte von Anhalt-Köthen (1727–1728)